# Majjur, Shirhatti
Majjur là một làng thuộc tehsil Shirhatti, huyện Gadag, bang Karnataka, Ấn Độ.